# فلغمون
فَلْغَمُون أو التهاب النسيج الضام أو الهللي أو التهاب النسيج الضام دون تقيح أو تفاعل التهابي منتشر يتشكل نتيجة التهاب قيحي ناتج عن عدوى بكتيرية وهم في الغالب اللاهوائيات (كائن لا هوائي) غير المشكلة للبذور أو المكورات العقدية. وترتبط شدة انتشاره بشدة العدوى الجرثومية.